# ゴルナーテ＝オローナ
ゴルナーテ＝オローナ（伊: Gornate-Olona）は、イタリア共和国ロンバルディア州ヴァレーゼ県にある、人口約2,200人の基礎自治体（コムーネ）。

## 地理

### 位置・広がり

#### 隣接コムーネ
隣接するコムーネは以下の通り。
- カルナーゴ
- カロンノ・ヴァレジーノ
- カステルセプリオ
- カスティリオーネ・オローナ
- ロナーテ・チェッピーノ
- モラッツォーネ
- ヴェネゴーノ・インフェリオーレ

### 地震分類
イタリアの地震リスク階級 (it) では、4 に分類される
。

## 行政

### 分離集落
ゴルナーテ＝オローナには、以下の分離集落（フラツィオーネ）がある。
- Biciccera, Madonnetta, San Pancrazio, Torba